# Библиотека (1894 – 1897)
„Библиотека“ е българско списание, излизало в Пловдив от 1894 до 1897 година.
| Годишнина | Броеве  | Дата        |
| --------- | ------- | ----------- |
| І         | 1 – 4   | 1894        |
| ІІ        | 5 – 12  | 1895 - 1896 |
| ІІІ       | 13 – 20 | 1896 - 1897 |

Списанието е приложение на екзархийския вестник „Новини“. Негов редактор е секретарят на Българската екзархия Димитър Мишев. Печата се в печатницата на Христо Г. Данов и в печатница „Единство“.
„Библиотека“ е литературно списание предназначено за българите в Македония и Тракия, останали в Османската империя. Публикува български и преводни повести, разкази и стихотворения. В списанието излиза и научни статии географски описания, педагогически материали, новини от науката, рецензии и други.